# Gokor Chivichian
Gokor Chivichian (en arménien : Գոքոր Չիվիչյան), né le 10 mai 1963 à Erevan (Arménie), est un spécialiste de judo, de lutte de soumission et d'arts martiaux mixtes,,. Il partage son temps entre la Californie et l'Arménie.

## Filmographie
- 1994 - Streets of Rage : Gokor